# Multifilamento
Il multifilamento è un tipo di corda da tennis sintetica in tecnofibra, formata da più fili disposti nelle maniere più diverse: tra queste vi sono la disposizione Seale e altre.
Nel multifilamento ci sono molte piccole corde all'interno, ognuna delle quali ha un'anima centrale circondata da un numero di fili sottili pari a 6 o un multiplo di 6. Una corda così fatta si dice che a sua volta va a disporsi insieme ad altre corde, attorno ad un'anima e a formare la corda vera e propria. 
Sono corde dotate di grande comfort all'impatto e di una notevole spinta.